# Clarendon (Nuevo Brunswick)
Clarendon es una parroquia canadiense situada en la provincia de Nuevo Brunswick.

## Superficie
Clarendon tiene una superficie de 492,11 km².

## Demografía
En 2021, tenía 66 habitantes, una densidad poblacional de 0,1 hab./km², y 64 viviendas.